# Ivar Glimstedt
Ivar Leonard Glimstedt, född 8 september 1894 i Göteborg, död där den 29 september 1966, var en svensk advokat.
Efter studentexamen 1914 vid Högre latinläroverket i Göteborg blev Glimstedt den 8 september samma år inskriven vid Göteborgs högskola, där han 1917 blev filosofie kandidat och juris kandidat vid Stockholms högskola 1920 samt genomförde tingstjänstgöring 1920–22. Han tjänstgjorde i Göteborgs rådhusrätt 1923, bedrev advokatverksamhet i Göteborg från 1923 (tillsammans med advokat Georg Lindberg), blev ledamot av Sveriges advokatsamfund 1926 och registrerade Advokatfirman Ivar Glimstedt 1935.
Glimstedt blev ledamot av Sveriges advokatsamfund 1926, styrelseledamot 1944–51 och ordförande för dess västra avdelning 1949–54. Han skrev artiklar i Tidskrift för Sveriges advokatsamfund, Göteborgs Handels- och Sjöfartstidning och Borås Tidning.
Ivar Glimstedts föräldrar var folkskollärare Johannes Glimstedt och Nikolina Glimstedt, född Nilsson. Han var bror till Einar och Gösta Glimstedt.